# Kibisy
Kibisy (niem. Kybissen, 1938–1945 Kibissen, do końca 2005 pol. Borki) – mała osada mazurska w Polsce położona w województwie warmińsko-mazurskim, w powiecie ełckim, w gminie Prostki.
Po II wojnie światowej miejscowość figurowała pod nazwą Borki i wchodziła w skład gromady Dybowo w gminie Różyńsk Wielki, a w latach 1954–72 należała do gromady Różyńsk Wielki. Do 1973 roku znajdowała się w powiecie piskim w woj. olsztyńskim. Borki stanowiły najdalej na wschód wysunięto część powiatu piskiego i liczyły w 1971 roku 28 mieszkańców. 1 stycznia 1973 włączono je do powiatu grajewskiego w woj. białostockim, gdzie jako sołectwo weszło w skład nowo utworzonej gminy Prostki. Ponieważ w gminie Prostki znalazły się też drugie Borki (PGR) (powstałe w wyniku podziału wsi Borki w 1958 roku), w celu uniknięcia nieporozumień nazwę osady Borki zmieniono 1 stycznia 2006 na Kibisy na bazie niemieckiej nazwy Kybissen.
W latach 1975–1998 miejscowość administracyjnie należała do województwa suwalskiego.